# Krkanec
Krkanec je naselje u Republici Hrvatskoj, u sastavu Općine Vidovec, Varaždinska županija. 

## Stanovništvo
Prema popisu stanovništva iz 2001. godine, naselje je imalo 281 stanovnika te 67 obiteljskih kućanstava.
| broj stanovnika | 61    | 79    | 79    | 79    | 86    | 120   | 111   | 150   | 210   | 232   | 231   | 235   | 244   | 243   | 281   | 305   | 287   |
|                 | 1857. | 1869. | 1880. | 1890. | 1900. | 1910. | 1921. | 1931. | 1948. | 1953. | 1961. | 1971. | 1981. | 1991. | 2001. | 2011. | 2021. |

## Poznate osobe
- Dario Melnjak, hrvatski nogometaš[6]